# 我が焔炎にひれ伏せ世界
『我が焔炎にひれ伏せ世界』（わがホムラにひれふせせかい）は、すめらぎひよこによる日本のライトノベル。イラストはMika Pikazo、背景は1巻をmochaが、2巻以降を徹田が担当している。角川スニーカー文庫（KADOKAWA）より2022年12月から刊行されている。公式略称は「ホムセカ」。
第27回スニーカー大賞〈大賞〉受賞作。これは、第15回スニーカー大賞以来12年ぶりの〈大賞〉受賞作である。
女神によって異世界に召喚された個性的な少女たちが魔王退治に挑む物語。
メディアミックスとして、こゆきによるコミカライズが『ドラドラふらっと♭』にて2023年8月から連載中。また、PCゲーム化された。

## 登場人物
ホムラ
火を操る。
サイコ
マッドサイエンティスト。
ジン
暗殺者。
ツツミ
生体兵器。
プロト
機械生命体。

## 評価
第27回スニーカー大賞では大賞を受賞した（受賞時のタイトルは「異端少女は異世界にて」）。同賞で審査員を務めた春日部タケル、長谷敏司は本作について以下のように評している。

## 既刊一覧

### 小説
- すめらぎひよこ（著）・Mika Pikazo（イラスト）・mocha（背景画1巻）・徹田（背景画2巻以降）、KADOKAWA〈角川スニーカー文庫〉、既刊4巻（2025年4月1日現在）
  - 『我が焔炎にひれ伏せ世界 ep.1 魔王城、燃やしてみた』2022年12月1日発売[7]、ISBN 978-4-04-112878-7
  - 『我が焔炎にひれ伏せ世界 ep.2 魔王軍、ぶった斬ってみた』2023年12月28日発売[8]、ISBN 978-4-04-113729-1
  - 『我が焔炎にひれ伏せ世界 ep.3 治癒魔法、極めてみた』2024年8月1日発売[9]、ISBN 978-4-04-115076-4
  - 『我が焔炎にひれ伏せ世界 ep.4 隣国、黙らせてみた』2025年4月1日発売[10]、ISBN 978-4-04-115873-9

### 漫画
- すめらぎひよこ（原作）・Mika Pikazo（キャラクター原案）・こゆき（漫画） 『我が焔炎にひれ伏せ世界』 KADOKAWA〈ドラゴンコミックスエイジ〉、既刊2巻（2025年7月9日現在）
  1. 2024年4月8日発売[3][11]、ISBN 978-4-04-075373-7
  2. 2025年7月9日発売[12]、ISBN 978-4-04-075951-7

## ゲーム
2025年4月30日にPCゲームとしてSteamにて『Mayhem Maidens』が配信された。ジャンルはローグライトタワーディフェンスゲーム。キャラクターたちはドット絵になっていて、最大5人のキャラクターを同時に操作できる。開発元はGame Studio Inc.・KADOKAWA、パブリッシャーは0UP GAMES。対応言語は日本語、英語、韓国語、中国語（簡体字、繁体字）。